# Schönbichler Horn
Schönbichler Horn est une montagne qui s’élève à 3 134 m d’altitude dans les Alpes de Zillertal, en Autriche.